# Ігілік (Сарисуський район)
Ігілі́к (каз. Игілік) — село у складі Сарисуського району Жамбильської області Казахстану. Входить до складу Ігліцького сільського округу.
До 1993 року село називалося Комунар.
Населення — 1306 осіб (2021; 1301 у 2009, 1217 у 1999, 1388 у 1989).